# Sint-Nicolaaskathedraal (Kiev)
De Sint Nicolaaskathedraal (Oekraïens: Костьол Св. Миколи; Kostol Sv. Mykoly) is een voormalige rooms-katholieke kathedraal in de Oekraïense hoofdstad Kiev. De neogotische kathedraal werd gebouwd in de jaren 1899-1909 en zou de tweede rooms-katholieke kathedraal van Kyiv worden. De kerk behoorde tot de gemeenschap van de Latijnse ritus.

## Geschiedenis
In 1898 werd een wedstrijd uitgeschreven voor het ontwerp van een kathedraal voor de Rooms-Katholieke kerk in Kyiv. Een bijdrage voor een gotisch bouwwerk met twee torens van 60 meter won de wedstrijd. De bouw werd uitsluitend gefinancierd met vrijwillige giften en duurde 10 jaar. Naast de kathedraal werd in dezelfde stijl een drie verdiepingen tellend parochiehuis gebouwd. In 1938 gelastten de bolsjewistische autoriteiten de sluiting van de kathedraal. Door de vervolging van christenen in de Sovjet-Unie was er op dat moment al twee jaar geen priester meer. Na de sluiting werd het gebouw enige tijd door verschillende organisaties gebruikt waaronder de KGB. In opdracht van de autoriteiten werd de kerk in 1979-1980 gerestaureerd en in gebruik genomen als de nationale concertzaal voor orgel- en kamermuziek van Oekraïne. Voor het herstel en de reconstructie van de ernstig beschadigde kerk werden de gebrandschilderde ramen vervaardigd in de Baltische staten, het interieur was afkomstig uit Lviv en de houten vloeren van hoge kwaliteit kwamen uit de oblast Ivano-Frankivsk. Het orgel in de stijl van de kerk werd gemaakt in het destijds geheten Tsjecho-Slowakije.
Sinds 1992 worden er weer katholieke missen gevierd in de kerk. Op dit moment is de stad eigenaar van de kathedraal. De hoop van de Rooms-Katholieke Kerk in Kyiv op teruggave van het gebouw is echter nog niet vervlogen.